# Daniel Buda
Daniel Buda (ur. 11 stycznia 1970 w Românași) – rumuński polityk i prawnik, w latach 2004–2012 poseł do Izby Deputowanych deputowany do Parlamentu Europejskiego VIII, IX i X kadencji.

## Życiorys
W 1994 ukończył zootechnikę na Uniwersytecie Nauk Rolniczych i Medycyny Weterynaryjnej w Klużu-Napoce, a w 1996 prawo na Uniwersytecie Babeș-Bolyai w tym samym mieście. Na tej uczelni uzyskał w 2006 doktorat w zakresie filozofii. W latach 1994–1997 pracował w administracji miejskiej, od 1998 do 2007 praktykował jako adwokat, następnie uzyskał uprawnienia notariusza. Jednocześnie w 1998 zajął się działalnością akademicką jako wykładowca Uniwersytetu Babeș-Bolyai.
Wstąpił do Partii Demokratycznej, przekształconej później w Partię Demokratyczno-Liberalną. Od 2000 był wiceprzewodniczącym partii w okręgu Kluż, w 2006 stanął na czele okręgowych struktur ugrupowania. W latach 2004–2012 przez dwie kadencje sprawował mandat posła do Izby Deputowanych.
W 2014 Daniel Buda wystartował w wyborach europejskich, uzyskując mandat deputowanego do PE VIII kadencji. Wraz ze swoim ugrupowaniem dołączył następnie do Partii Narodowo-Liberalnej. Z powodzeniem ubiegał się o reelekcję na kolejne kadencję Europarlamentu w 2019 i 2024.